# Prostitute

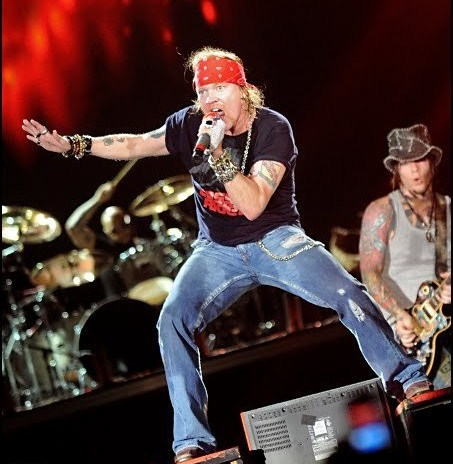
Axl Rose interpretando Prostitute

«Prostitute» es la decimocuarta y última canción del álbum Chinese Democracy de la banda de hard rock estadounidense Guns N' Roses. La canción se remonta al menos a 1999, como se mencionó en una edición de julio de la revista Spin; "Rose está trabajando en una canción con el título provisional «Prostitute», de acuerdo con la juventud, pero los éxitos del pasado pesan sobre él...". La canción fue escrita líricamente por Axl Rose, el guitarrista Paul Tobias, también recibió créditos por su aporte en la composición musical. 
La canción se ha tocado algunas veces, sólo cuatro con la alineación del Chinese Democracy, en Osaka y en Tokio, durante el World Tour 2009/2010/2011, y dos en la residencia en Las Vegas, durante el Appetite for Democracy en 2014; y durante la gira de reunión Not in This Lifetime... Tour con Slash y Duff McKagan se tocó 15 veces en la última etapa de la gira por Estados Unidos en 2017. La canción aún permanece en la lista de canciones de la banda, pero por razones desconocidas no se toca muy a menudo en vivo desde 2009, probablemente debido a su dificultad para cantar.
El actor estadounidense Nicolas Cage declaró ser un fan de la banda y describió «Prostitute» como una canción increíble.
Esta canción está disponible como una pista descargable para la serie Rock Band.
Años después, se filtró un fragmento de un supuesto videoclip de "Prostitute", con animación, al parecer previsto lanzarse en 2009 (al igual que "Better" y algunos sencillos de Chinese Democracy).